# 曾我尚祐
曾我 尚祐（そが なおすけ）は、安土桃山時代の武将、江戸時代初期の幕臣。江戸幕府右筆。有職家（ゆうそくか）、能書家。諱は尚助（なをすけ）ともいった。

## 略歴
室町幕府幕臣を務める代々奉公衆の家に生まれ、父は足利義輝に仕え、永禄の変の後、足利義昭が近江和田城に退いた時に、父と共に馳せ参じた。
天正元年（1573年）、義昭が槇島城籠城後に没落した際、父は従って河内国若江に落ちて行ったが、尚祐はまだ若かったために従わなかった。
その後は織田信雄に仕え、天正18年（1590年）、豊臣秀吉の勘気を受けた信雄が改易されて出羽秋田に配流された際にも従った。
信雄の命で徳川家康の元に赴いて信雄の雪免運動を行った。同年8月4日、家康は尚祐に秀吉の怒りが和らいだと教えている。
信雄が伊予に移された時にも従った14名の家臣の1人だったが、後に豊臣秀吉の命で豊臣秀次の配下となった。
文禄4年（1595年）に秀次が処刑されると、旧領の近江土山に閉居。のち伊勢の滝川雄利領に移り、程なく細川藤孝の推挙により、父と共に上洛して秀吉に足利家の旧式（古式）を言上して、伊勢飯野郡に400石を与えられた。
慶長5年（1600年）冬、徳川家康に召されて足利家の法式を問われ、故実などを教授する事を求められて江戸に出仕するように命じられ、采地1,000石を与えられた。
翌年（1601年）より徳川秀忠の右筆となり、常勤の御夜詰となった。尚祐は足が悪かったが、登城の際には御台所付近までの乗輿を許された。また旧知の覚印周嘉を、博識かつ故実に明るい人物として秀忠に推挙している。覚印は尚祐の菩提寺である海禅寺の開基でもある。
寛永3年2月10日、死去。享年69。

## 著書
- 『座右抄』
- 『和簡礼経』
- 『書礼袖珍宝聞書』
- 『曾我流書礼』